# ماریا ژانگ
ماریا ژانگ (انگلیسی: Maria Zhang؛ ‏ نویسه‌های چینی سنتی: 張至儀؛ ‏ نویسه‌های چینی ساده‌شده: 张至仪؛ ‏زادهٔ ۸ اوت ۱۹۹۹) بازیگری چینی-لهستانی است. وی دانش‌آموختۀ دانشگاه کالیفرنیای جنوبی است و از سال ۲۰۱۸ میلادی تاکنون مشغول فعالیت بوده‌است. ماریا ژانگ از پدری چینی و مادری لهستانی در لهستان زاده شد.
از فیلم‌ها یا برنامه‌های تلویزیونی که وی در آن نقش داشته‌است، می‌توان به  آخرین بادافزار اشاره کرد.